# Jerdeli, Andrușivka
Jerdeli (în ucraineană Жерделі) este un sat în comuna Kameni din raionul Andrușivka, regiunea Jîtomîr, Ucraina.

## Demografie
Componența lingvistică a localității Jerdeli
     Ucraineană (93,94%)
Conform recensământului din 2001, majoritatea populației localității Jerdeli era vorbitoare de ucraineană (93,94%), existând în minoritate și vorbitori de alte limbi.